# 理查德·赖特 (音乐家)
理查德·威廉·赖特 (英語：Richard William Wright，1943年7月28日—2008年9月15日)，是一个英国音乐家、作曲家、歌手和词曲作者。他是英国前卫摇滚乐队平克·弗洛伊德的创团成员、键盘手和歌手。他在平克·弗洛伊德除了一个乐队的专辑之外的所有专辑包括《黎明门前的风笛手》、《月之暗面》、《愿你在此》和《藩篱之钟》中演奏，并且在乐队的所有巡演中演奏。
赖特在米德塞克斯的哈奇艾德长大并且在摄政街理工学院学习时遇到了未来平克·弗洛伊德乐队成员罗杰·沃特斯和尼克·梅森。在主唱兼词曲作者席德·巴雷特加入后，该组合取得商业上的成功，之后由于巴雷特的不稳定的领导导致吉尔莫和赖特接任了与沃斯特的词曲创作责任。 赖特最初是一位单纯的唱作人，后来担任了吉尔摩和沃斯特的作品的编曲者。直到20世纪70年代末，他开始较少为乐队作出贡献，并且在1981年《迷墙》巡演后离开乐队。他在1987年为专辑《失去理性那一刻》作为一个职业乐师重新加入了乐队，并在1994年为专辑《藩篱之钟》再次成为专职成员。在赖特作为专职成员期间的演奏之后被发行在专辑《无尽之河》之中。除了平克·弗洛伊德之外，赖特还录制了两张独唱专辑，包括与Anthony Moore合作的《破碎的中国》，并且短暂地组建了双人组合Zee。在2005年为Live 8重新加入有沃斯特、梅森和吉尔摩的平克·弗洛伊德之后，在2008年9月去世之前成为了吉尔莫独唱巡演乐队的一员，偶尔在如《Arnold Layne》之类的歌曲中演唱。
被乐队成员巴雷特、华特斯和吉尔摩的阴影笼罩下，赖特是最安静而最保守的平克·弗洛伊德乐队成员。他的贡献经常被忽视，但当他去世以后，他的才能得到重新评价和认可。他的爵士乐、即兴创作和键盘表演是平克·弗洛伊德声音的重要组成部分。除了是Farfisa、Hammond 风琴和Kurzweil 合成器的杰出演奏者外，赖特还经常在乐队唱歌，偶尔在歌曲比如《Time》、《Remember a Day》和《Wearing the Inside Out》中担任主唱。

## 作品列表

### 和平克·弗洛伊德
- The Piper at the Gates of Dawn (1967)
- A Saucerful of Secrets (1968)
- More (1969)
- Ummagumma (1969)
- Atom Heart Mother (1970)
- Meddle (1971)
- Obscured by Clouds (1972)
- The Dark Side of the Moon (1973)
- Wish You Were Here (1975)
- Animals (1977)
- The Wall (1979)
- A Momentary Lapse of Reason (1987)
- The Division Bell (1994)
- The Endless River (2014)

### 和席德·巴雷特
- Barrett(1970)

### 独唱专辑
- Wet Dream(1978)
- Broken China(1996)

### 和Zee
- Identity(1984)

### 和大衛·吉爾摩
- David Gilmour in Concert (DVD)(2002)(作为宾客)
- On an Island(2006)
  - 出现在两个曲目：《On an Island》 (Hammond 风琴) 和《The Blue》(作为副声)
- Remember That Night (DVD/Blu-ray)(2007)
- Live in Gdańsk (CD/DVD) (2008)
- Rattle That Lock(2015)
  - 在歌曲《A Boat Lies Waiting》之中的音频样本